# أنبوكس
أنبوكس (بالإنجليزية: Anbox)‏ هو محاكي واجهة حر ومفتوح المصدر يهدف إلى السماح بتشغيل تطبيقات وألعاب الجوال على نظام لينكس. يعمل على تشغيل نظام برامج أندرويد باستخدام ال إكس سي (حاوية لينكس)، وإعادة إنشاء بنية دليل أندرويد كصورة حلقة قابلة للتثبيت، أثناء استخدام النواة الأصلية للينكس لتشغيل التطبيقات.
أُهمل أنبوكس في الثالث من فبراير 2023 حيث لم يصان بشكل مستمر.

## انظُر أيضًا
- واين - محاكي ويندوز مبني على نظام يونكس.

## وصلات خارجية
- Anbox
- ميناء Sailfish OS